# Giuseppe Volpini

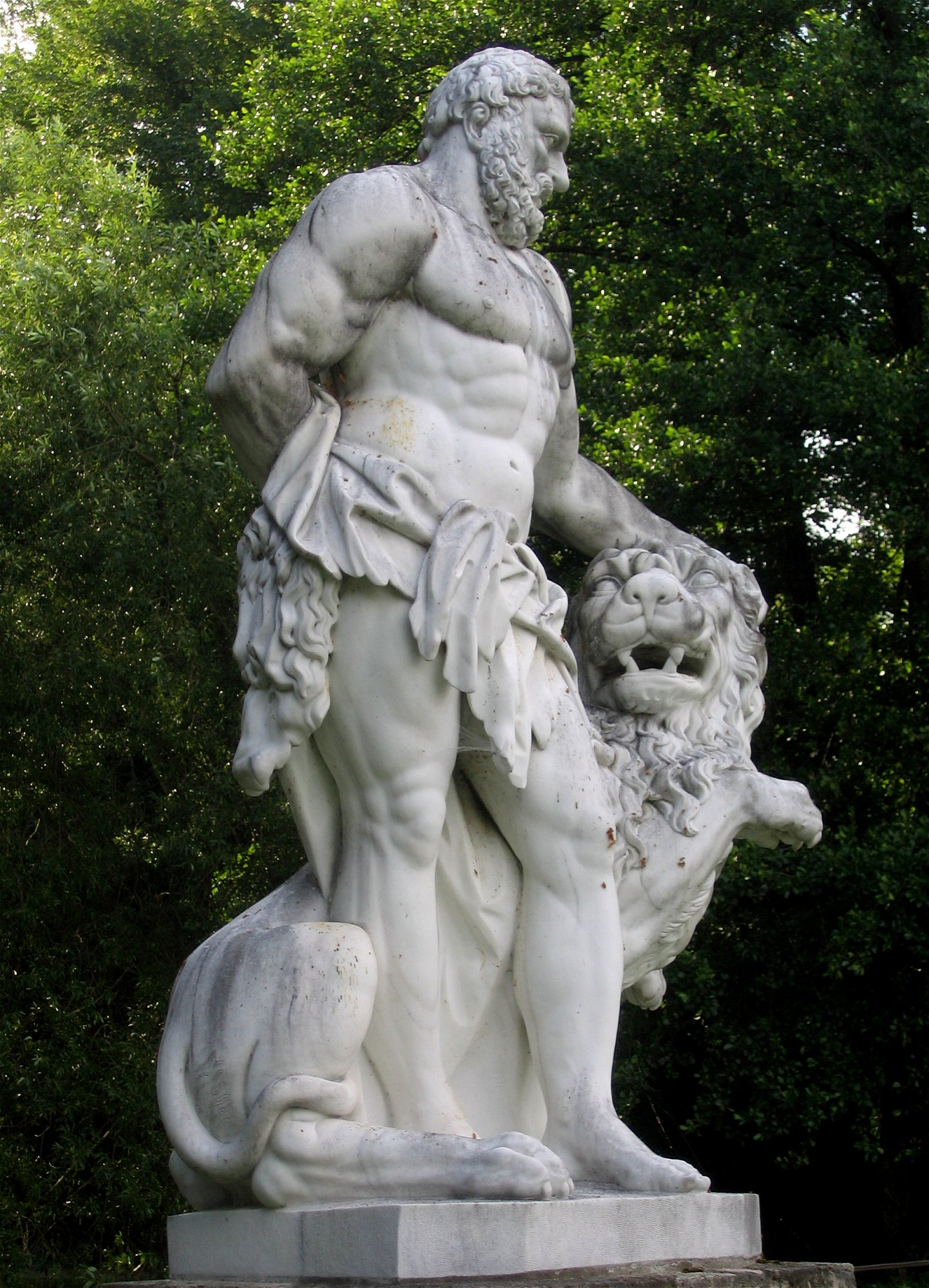
Figur des Hercules (1717), an der Großen Kaskade im Schlosspark Nymphenburg

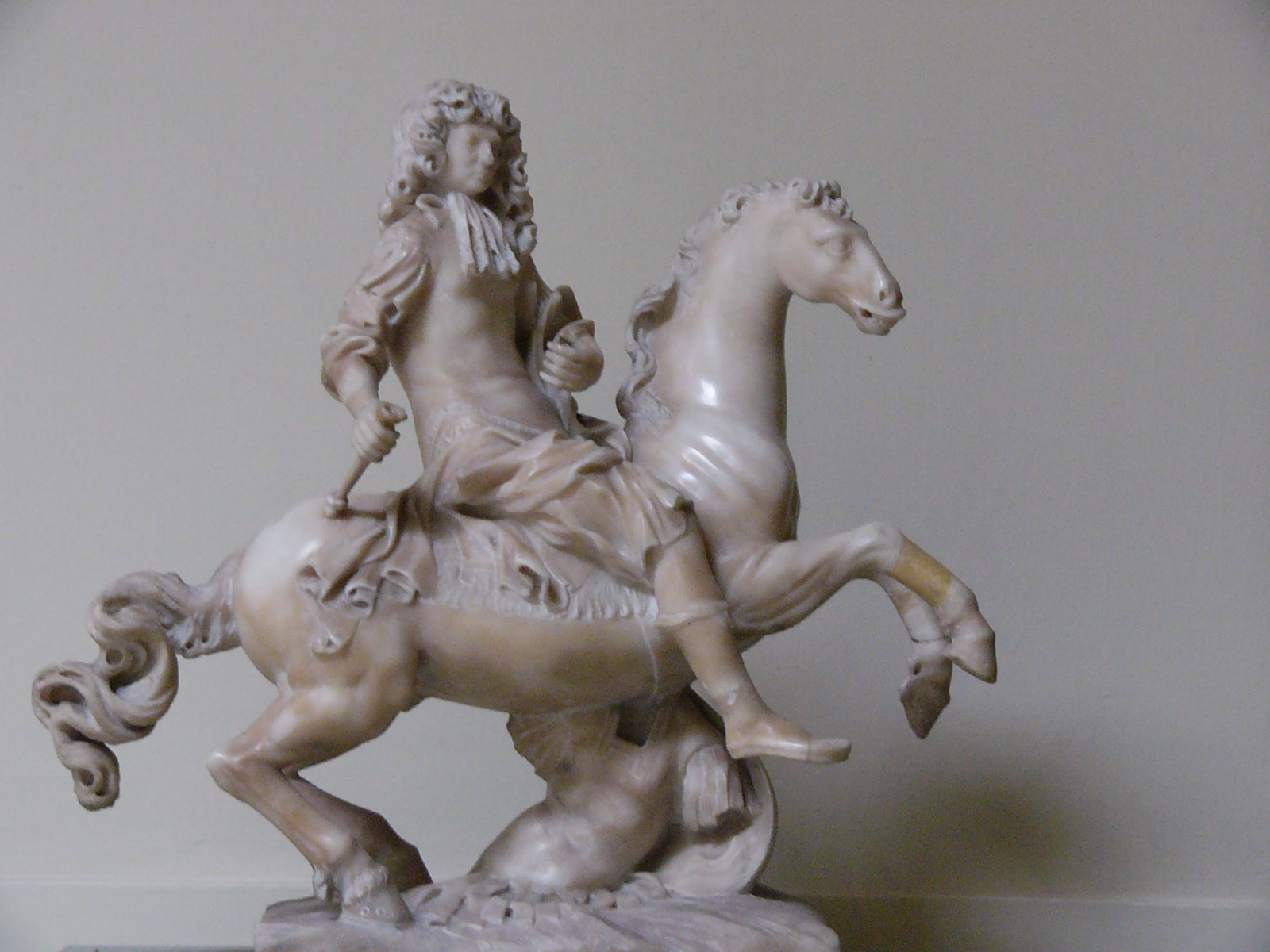
Marmor-Kleinplastik „Der bayerische Prinz Max Emanuel II.“

Giuseppe Volpini (* 1670; † 15. November 1729 in München) war ein italienischer Bildhauer und Stuckateur. 

## Leben
Volpini stammte vermutlich aus Mailand. Er begann seine Karriere 1704 am Hof des Markgrafen Wilhelm Friedrich von Ansbach, zu dessen Hofbildhauer er in diesem Jahr ernannt wurde. In den Jahren 1706/1707 arbeitete er maßgeblich bei der Barockisierung der Pfarrkirche zu Gunzenhausen mit, wo er Taufstein, Kanzel und Orgelgehäuse neu gestaltete. Vermutlich stammt auch ein Kruzifix dort von seiner Hand.
Seit 1711 war er vorwiegend in München tätig. Ab 1715 bekleidete Volpini bis zu seinem Lebensende das Amt eines Hofbildhauers in München, wo er eine Marmorbüste von Maximilian Philipp Girolamo ausführte. 1728 ernannte ihn Kurfürst Karl Albrecht zum Hof-Antiquari-Inspector mit dem Auftrag zur Restaurierung der Skulpturen im Antiquarium der Residenz und zur Instandhaltung der Statuen und Stuckaturen der Kur- und Schlossanlagen.
Viele seiner Werke befinden sich im Schlosspark Nymphenburg, etwa die Herkulesskulptur, die Stuckfigur der Maria Magdalena in der Magdalenenklause, einer künstlichen Ruine mit Kapelle, sowie die Statue und die Putten der Wasserfälle.
Zwischenzeitlich wirkte Volpini an der Ausgestaltung von Vestibül (Stuckarbeiten) und Sala terrena (Stuck und Terracotta-Reliefs) der Residenz Schleißheim mit. Aus Giuseppe Volpinis letztem Lebensjahr stammt die Marmor-Kleinplastik Der bayerische Prinz Max Emanuel II. im Museum der schönen Künste, Budapest. In der oberitalienischen Stadt Crema wurde ein Fußballstadion nach Giuseppe Volpini benannt.